# Martalócok (képregény)
A Martalócok egy szuperbűnözőkből álló csapat a Marvel Comics képregényeiben. A csapatot Chris Claremont alkotta meg és első megjelenésük az Uncanny X-Men 210. számában volt (1986. október). Magyarországon először az X-Men 11. számában tűntek fel 1993 szeptemberében. A csapat legtöbbször az X-Men csapatának ellenfeleként jelenik meg.

## Eredetük
A Martalócok egy zsoldosokból álló csapat melyet Mister Sinister hívott életre. Első bevetésük során lemészárolták a Morlockok nevű mutáns közösség majd minden tagját. A csapat legtöbb tagját Gambit gyűjtötte össze Sinister parancsára. Skalpvadász már a második világháború óta Sinistert szolgálta és Kardfogút ő szervezte be a csapatba.

## Felállás
- Ívfény (Philippa Sontag) egy emberfeletti erővel rendelkező mutáns hatalmas erejű csapásaival lökés-hullámot képes gerjeszteni.
- Romboló (Michael Baer) szuper-erős mutáns.
- Szigony (Kodiak Noatak) egy fiatal eszkimó aki képes elektromossággal feltölteni tárgyakat (általában egy 9 kg súlyú vadász-szigonyt).
- Malícia egy fizikai test nélkül létező lény, aki képes mások testét megszállni és átvenni felettük az irányítást. Szereplései nagy részében Polarist használta gazdatestnek.
- Prizma kristály-teste képes elnyelni és visszaverni az energia legtöbb formáját, kivéve a mechanikus energiát.
- Szökőár (Janos Questad) képes emberfeletti sebességgel forogni és közben dobócsillagokat zúdít ellenfeleire.
- Kardfogú (Victor Creed), Rozsomák régi ellensége.
- Skalpvadász (John Greycrow) egy hidegvérű gyilkos aki „technomoph” adottságai révén különböző fegyvereket képes összerakni a harci ruhájához erősített alkatrészekből. Emellett erős regenerációs képességekkel is rendelkezik.
- Zavaró (Kim Il Sung) egy fiatal koreai aki képes zavart okozni az elektronikai, mechanikus, pszichológiai és genetikai (mutáns képességek) rendszerekben pusztán az érintésével.
- Vertigó képes hatni mások érzékszerveire és felborítani azok egyensúly-érzékét. Vertigó eredetileg Magneto Vadföldi Mutánsai közé tartozott és csak rövid ideig szolgált Sinister alatt.
- Hans

Bár számos Martalóc meghalt a „mutáns mészárlás” során az Infernó alkalmával ismét visszatértek az életbe. Később fény derül rá, hogy Siniste számos klónt készített a Martalócokról, kivéve Kardfogúról, akinek erős regenerációs képessége megnehezítette a másolási folyamatot, valamint Malíciáról, aki pusztán szellemi lény és ezért nem volt genetikai állománya. Az Uncanny X-Men 350. részében egy retconból kiderült, hogy a csapatot Gambit gyűjtötte össze, bár ő maga soha nem volt tagja a csapatnak. A Martalócok hűségét Sinister felé egy genetikai módosítás biztosította, ami megölte volna őket ha fellázadnak ellene.

## Az eredeti Martalócok
A mutáns mészárlásért felelős Martalócok nem az első zsoldoscsapat akit Sinister maga köré gyűjtött. Mikor Sinister még Nathaniel Essex volt a Martalócok közönséges bűnözőkből verbuvált csapat volt akiket Essex azért bérelt fel, hogy kísérleteihez embereket raboljanak el. Apokalipszis sokukat cyborgokká alakította mikor véletlenül felébredt. A Martalócok egyike, Oscar Stamp később megbánta tetteit és Essex egyik áldozatának egy Daniel nevű fiú nevelőapja lett. A fiúval kivándoroltak az Egyesült Államokba és felvették a Summers vezetéknevet az időutazó Küklopsz tiszteltére, aki tulajdonképpen Daniel egyik leszármazotta volt.

## Más verziók
Az Apokalipszis korában a Martalócok emberi terroristák voltak akik Apokalipszist szolgálták.